# Steve Howey (piłkarz)
Steve Howey (ur. 26 października 1971 w Sunderland) – angielski piłkarz, występował na pozycji obrońcy. W czasie kariery piłkarskiej mierzył 185 cm wzrostu.

## Kariera klubowa
Steve Howey swoją zawodową karierę piłkarską rozpoczął w 1989 roku w klubie Newcastle United. W ekipie The Toon występował przez 11 lat. W tym czasie zdążył rozegrać 191 meczów i strzelić 6 bramek. Następnym klubem w karierze Anglika był Manchester City. Grał tam przez 3 sezony do roku 2003. Wtedy przeniósł się do Leicester City. W drużynie The Foxes występował przez pół sezonu. Szybko przeszedł do innego angielskiego klubu - Boltonu Wanderers. Przedostatnim klubem w karierze Howeya była drużyna występująca w amerykańskiej MLS - New England Revolution. Wystąpił tam w zaledwie 3 spotkaniach. Steve przygodę z piłką zakończył w swojej ojczyźnie w ekipie Hartlepool United w barwach której wyszedł tylko jeden raz na boisko.

## Kariera reprezentacyjna
Howey w reprezentacji narodowej zadebiutował w 1994 roku. W 1996 roku został powołany przez Venablesa do kadry na Euro 1996. Łącznie w drużynie narodowej rozegrał 4 mecze.